# Jentjemeer
Het Jentjemeer (Fries en officieel: Jentsjemar) is een meer in de gemeente De Friese Meren in de Nederlandse provincie Friesland, gelegen nabij Uitwellingerga, dicht bij de A7. Midden in het Jentjemeer ligt een klein eiland.
Het Jentjemeer is via de Fammensrakken verbonden met De Brekken.